# Lladó
Lladó o Lledó d'Empordà è un comune spagnolo di 507 abitanti situato nella comunità autonoma della Catalogna.